# الاکامیسی، انتزیراب۲
الاکامیسی، انتزیراب۲ (به لاتین: Alakamisy, Antsirabe II) یک سکونتگاه مسکونی در ماداگاسکار است که در واکینانکاراترا واقع شده‌است.

## خصوصیات
الاکامیسی ۱۸٬۰۰۰ نفر جمعیت دارد و ۱٬۳۹۴ متر بالاتر از سطح دریا واقع شده‌است.